# Helene von Taussig
Helene von Taussig, také Helene Taussig, česky Helena Taussigová (10. května 1879 Vídeň – před 21. dubnem 1942 ghetto Izbica, Polsko) byla česko-rakouská malířka a grafička.

## Životopis
Narodila se jako páté dítě do rodiny rytíře Theodora von Taussig (1849 – 1909) a jeho ženy Sidonie Schiffové (1855 – 1936). Měla tři bratry a osm sester. Její otec Theodor Taussig pocházel z Prahy. Byl významným bankéřem a guvernérem c. a k. privilegované Allgemeine Österreichische Boden-Credit-Anstalt. Do šlechtického stavu byl povýšen ve třicátých letech devatenáctého století za restrukturalizaci banky Boden-Credit-Anstalt, která byla po krachu vídeňské burzy v roce 1873 insolventní a mimo jiné spravovala soukromý majetek císařské rodiny. V průběhu let rozšířil banku na přední bankovní dům v monarchii. Theodor Ritter von Taussig byl rovněž zastoupen ve správní radě Židovské obce ve Vídni a byl jedním z nejvýznamnějších představitelů asimilované vzdělané židovské vyšší střední třídy habsburské monarchie.
Po otcově smrti v roce 1909 se mohla naplno věnovat svým uměleckým zájmům. Navštěvovala uměleckoprůmyslovou školu ve Vídni. V letech 1911 – 1914 absolvovala studijní pobyt v Paříži u Emmy Schnurhausenové. Během první světové války se zapojila do humanitární pomoci a zdravotní služby. Odjela na italskou frontu a v letech 1915 – 1918 pracovala jako sestra Červeného kříže v Isonzu.
Po první světové válce se přestěhovala do Salzburgu s přítelkyněmi, které poznala při studiu na uměleckoprůmyslové škole, s Marií Cyrenius, Hildou Exner, Magdou Mautner Markhof a Emmou Schwerthausen. V roce 1919 se usadila v Anifu u Salzburgu. V roce 1934 si objednala u salcburského architekta Otto Prossingera stavbu extravagantního domu v Anifu.
Pocházela z nábožensky pasivní židovské rodiny a v roce 1923 konvertovala na katolickou víru. Proto byla po anšlusu Rakouska v roce 1938 zprvu ušetřena represí. Ale již 28. února 1940 byla gestapem zatčena a deportována do Vídně, odkud se vrátila do Salcburku. Dne 29. dubna 1940 byla znovu zatčena a deportována do Vídně. Musela se přestěhovat do pokoje v karmelitánském klášteře na Töllergasse ve Vídni-Floridsdorfu čp. 15. Útočiště zde našlo přes sedmdesát Židů, kteří konvertovali ke katolíkům, včetně Franzisky van Alderwerelt a Rudolfa Ericha Müllera, kteří byli také vyhnáni ze Salcburku. V roce 1941 byl Heleně Taussigové zabaven majetek a 9. dubna 1942 byla deportována do tábora Izbica. Dne 21. dubna 1942 byla hlášena jako mrtvá. Podle webu „Stolpersteine Salzburg“ byla zavražděna buď v ghettu Izbica nebo v některém z vyhlazovacích táborů Belzec, Sobibor nebo Majdanek.
Při arizaci jejího majetku v říjnu 1941 získal dům s ateliérem v Anifu čp. 106 státní úředník Josef Wojtek. V roce 1943 jej daroval své dceři Leopoldine Wojtek, nacistické výtvarnici, která v roce 1928 vytvořila plakát a dodnes platné logo Salcburského hudebního festivalu. V letech 1932 – 1941 byla manželkou nacistického historika umění a lupiče uměleckých děl Kajetana Mühlmanna. 
Po pádu „Třetí říše“ se legitimními dědičkami domu staly Heleniny neteře Silvie a Marietta, ale nacistické sítě restituci zdržovaly, k soudnímu vyrovnání došlo až 23. listopadu 1953. Mezitím byl nekonvenční dům prodán a zbořen. Na náměstí v centru města Anif byl v roce 2014 zasazen pamětní kámen na památku umělkyně.

## Rodina
- Otec Theodor, rytíř von Taussig (22. července1849 Praha – 24. listopadu1909 Vídeň) byl synem pražských měšťanů Hermann Eliase Taussiga (1813 – 1891) a jeho manželky Klary, rozené Klaberové[2], zemřel náhle na močovou infekci a je pohřben na Vídeňském ústředním hřbitově.

Oběťmi holocaustu se stali nejméně dva z jejích deseti sourozencůː
- Sestra Clara von Hatvany-Deutsch (* 1875) zemřela v maďarském tranzitním táboře Kistarcsa.
- Sestra Alice von Wassermann-Verheyden (1874 – 1943) a její syn Robert von Wassermann (1897 – 1943) byli nacisty dopadeni v Belgii, deportováni do koncentračního tábora Osvětim a tam zavražděni.
- Bratr Dr. Karl von Taussig (* 1878) zemřel 25. května 1944 v Budapešti za nevyjasněných okolností.

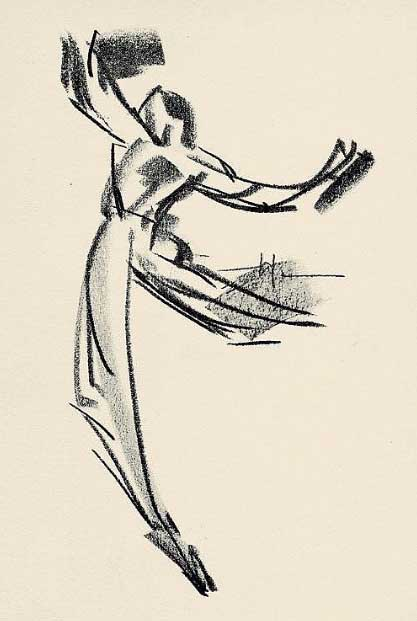
Tanečník Harald Kreutzberg

- Sestra Hedwig May-Weisweillerová (* 1884) zmizela „beze stopy“, není známo místo ani datum její smrti.
- Sestry Emmy Redlich (1876 – 1962), Flora Paul-Schiff (1881–1950), Gertrude Schüller (1886–1946), Herma Artaria (narozena 1890) a Adele Mayer (1893–1972) válku přežily.
- Bratři Georg von Taussig (nar. 1887) a Felix von Taussig (1889–1958) také přežili.

## Dílo
Stejně jako její avantgardní vrstevnice, malířky školené v Paříži a Berlíně jako například Malvína Schalková, byla Helena Taussigová feministkou. Nevdala se a nejraději malovala portréty žen. Nevyhýbala se ani ženským aktům. Stylově její práce oscilují mezi expresionismem (barevnost olejomaleb a výraz tváří) a kubismem (kresby žen). Tvořila buď olejomalby, portréty, polopostavy, ale i zátiší. Nervní kresby prováděla černou či barevnými křídami a někdy kolorovala akvarelem.
Většina obrazů z její pozůstalosti zmizela již před koncem druhé světové války. Některé z nich pravděpodobně zničili nacisté jako "zvrhlé umění". Pouze tři díla jsou evidována v soukromém vlastnictví a devatenáct obrazů, které údajně nalezl salcburský malíř Wilhelm Kaufmann v suterénu salcburského Künstlerhausu, daroval salcburskému Museum Carolino Augusteum teprve v roce 1988. Tam byly obrazy prezentovány v roce 1991 na výstavě „Umělkyně v Salcburku“. Bylo to první upozornění na malířčin tragický osud a zapomenuté dílo. Samostatná výstava s katalogem zde byla Heleně Taussigové uspořádána v roce 2002.
Počátkem roku 2012 bylo devatenáct obrazů ze salcburského muzea vráceno dědicům a ti je prodali zpět do muzea, takže dnes je tam 11 obrazů uloženo legálně. Obrazy umělkyně se sporadicky objevují i na současných aukcích, například v roce 2021 to byl reprezentativní a vtipný portrét mladé ženy s cvrčkem na ruce. Jednotlivá díla získala muzea v Salcburku a ve Vídni. 
- Dáma ve žlutém klobouku, olej na plátně, 1920
- Ženský akt na modré židli, akvarel, 1920
- Tři studie ženského aktu, kresby barevnými křídami, 1932
- Tanečník Harald Kreutzberg (1902 – 1968), kresba křídou. Harald Kreutzberg (1902 – 1968) byl sudetoněmecký tanečník narozený v Liberci, označovaný někdy za nejlepšího představitele meziválečné německé scény výrazového tance. Jen vzácně se objevoval ve filmu, takže po smrti upadl na dlouhá léta do zapomnění.[4]

## Galerie

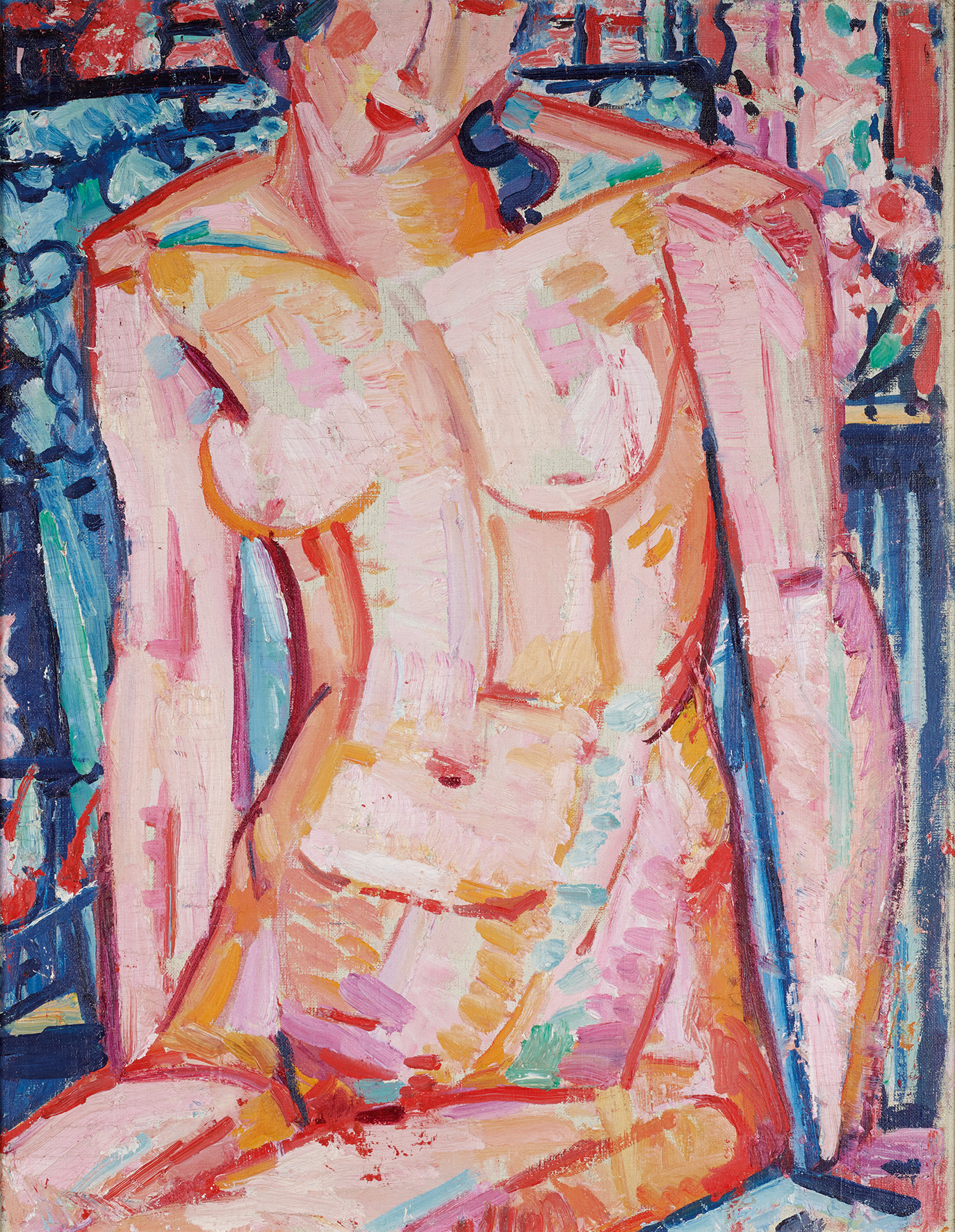
Ženský akt na modré židli
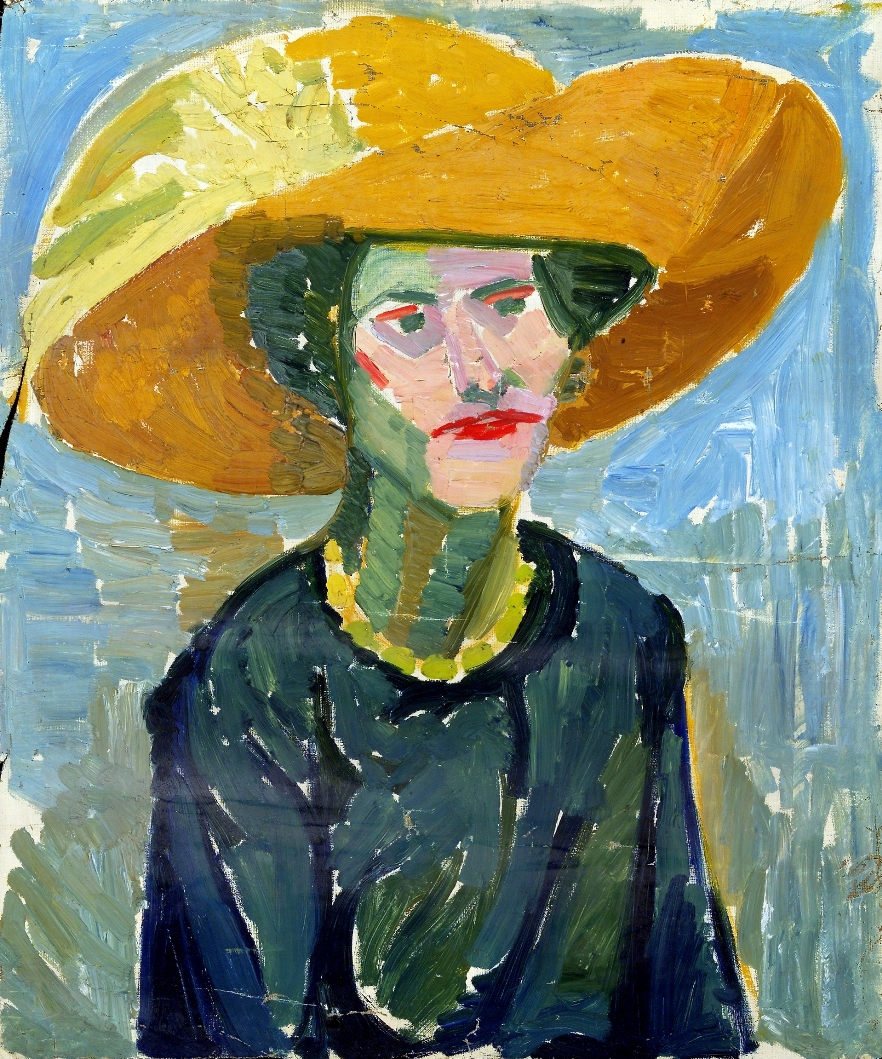
Dáma s žlutým kloboukem (1920)
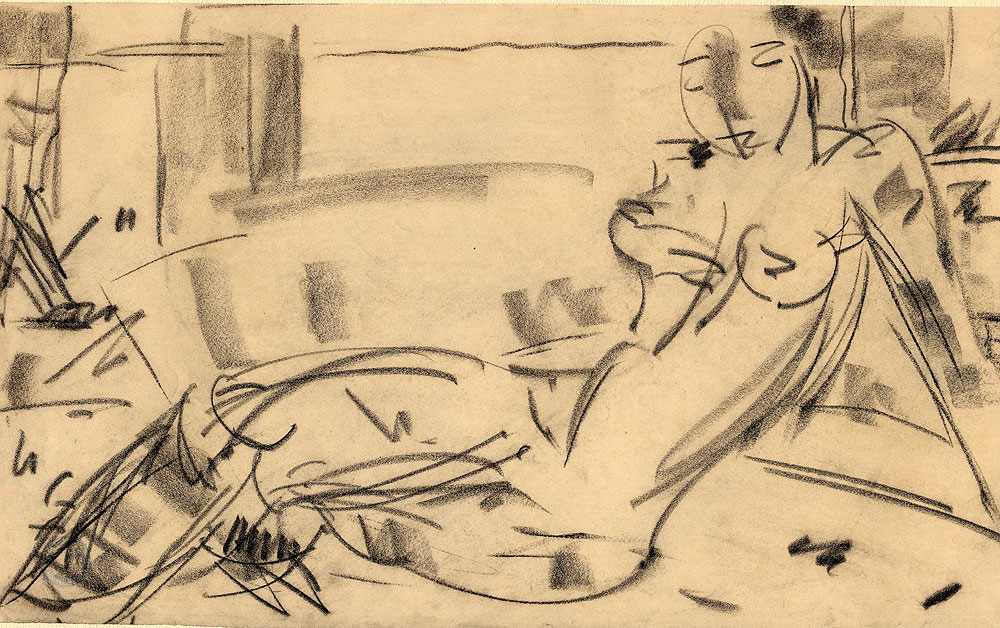
Studie aktu (1932)
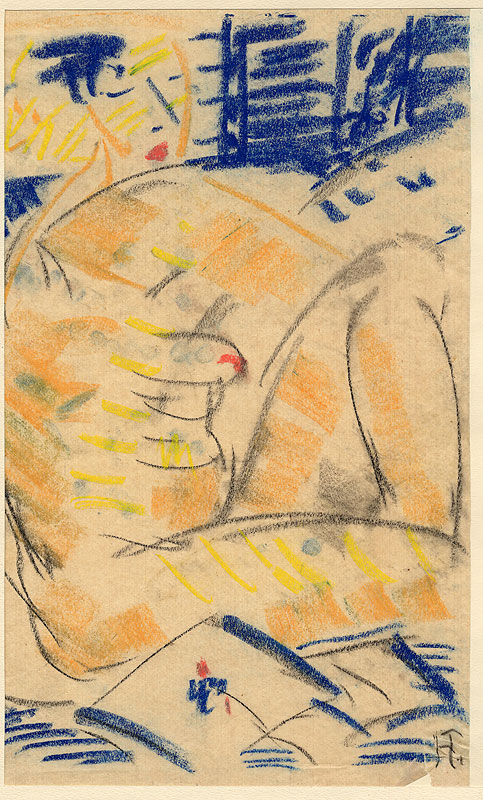
Studie aktu (1932)
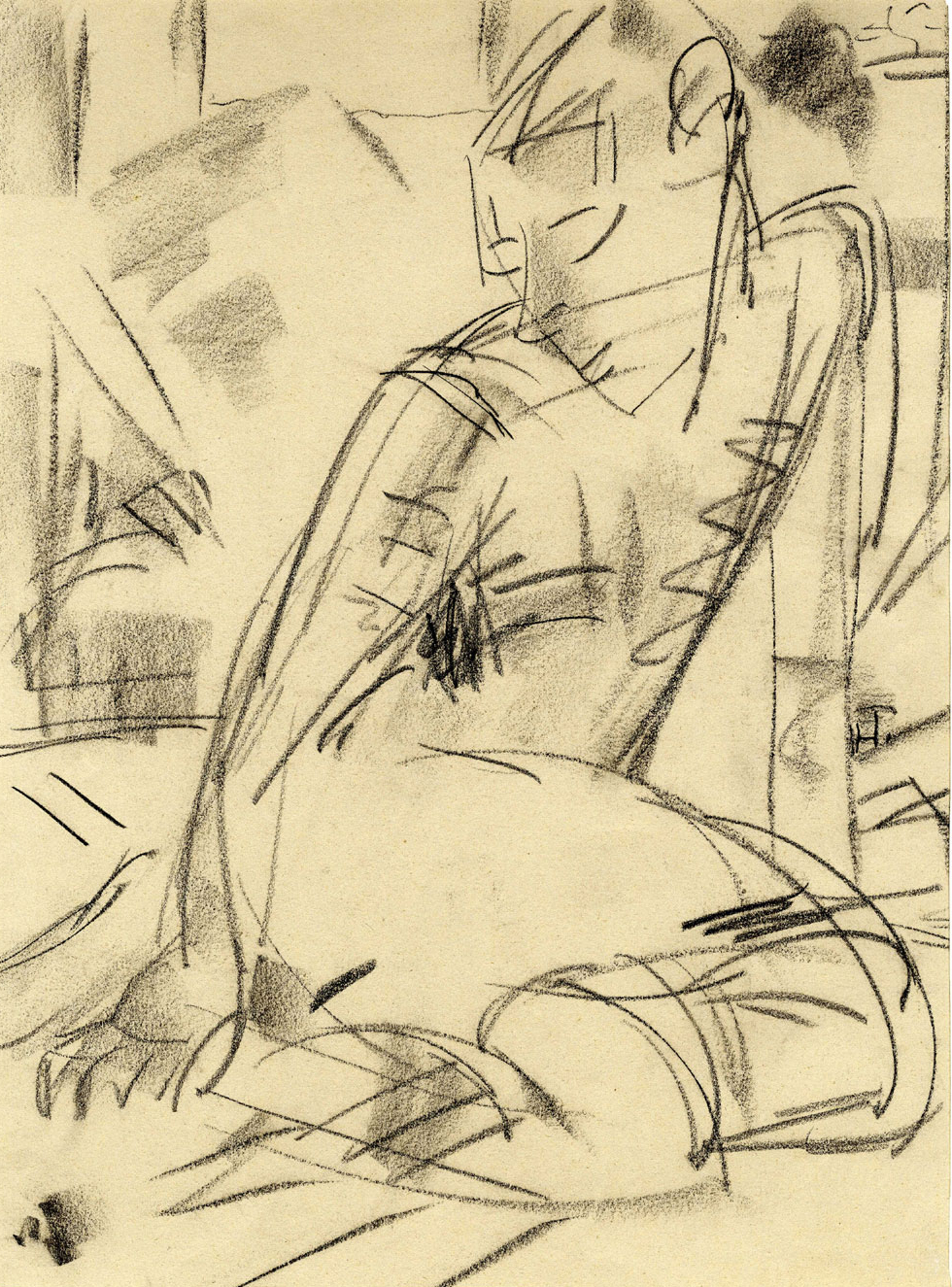
Studie aktu (1932)
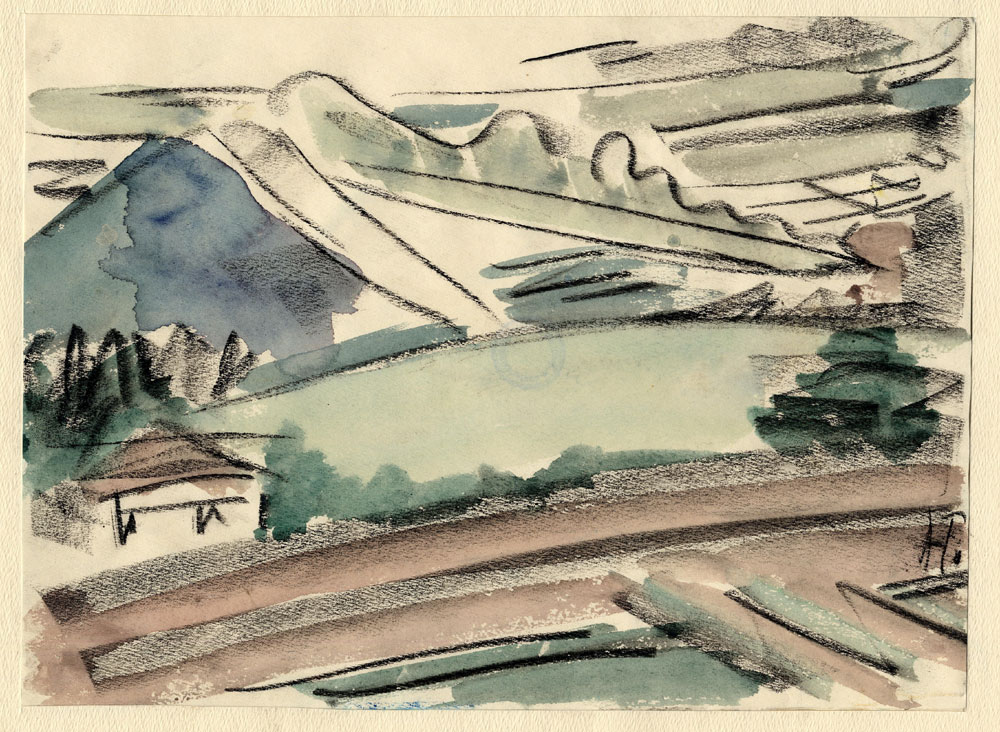
Krajina (1932)